# Linum maritimum
Linum maritimum är en linväxtart. Linum maritimum ingår i släktet linsläktet, och familjen linväxter.

## Underarter
Arten delas in i följande underarter:
- L. m. ligusticum
- L. m. maritimum